# 仑卡奈单抗
仑卡奈单抗（英語：Lecanemab，商品名：Leqembi/乐意保）是渤健开发的治疗轻度阿尔茨海默病的单克隆抗体药物。
初期临床试验表明，18个月的治疗可以减缓大约六个月的记忆力和思考丧失。

## 药理学
仑卡奈单抗是一种单克隆抗体，由小鼠抗体mAb158的人源化版本组成。该抗体通过识别原纤维来防止阿尔茨海默病动物患者大脑中β淀粉样蛋白的沉积。

## 历史
2012年12月，卫材开启了仑卡奈单抗用于早期阿尔茨海默病的临床试验。
2019年，卫材开始仑卡奈单抗的三期临床试验。
2022年3月，渤健与卫材宣布延长合作计划至十年，渤健将在其瑞士的工厂生产仑卡奈单抗。
2023年7月，美国正式批准使用仑卡奈单抗，价格为每年2万6500美元。同年9月，日本厚生劳动省批准其在日本使用。
2024年1月，中国国家药监局批准仑卡奈单抗注射液在中国上市。

## 适用情况
仑卡奈单抗适用于早期阿尔茨海默病的患者，尤其是AD型。对于认知功能完整和晚期患者并无很好的作用。

## 副作用
一部分患者在使用后有如下不良反应：头晕，头痛，视觉变化，混乱加剧，大脑肿胀或出血，大脑萎缩。